# Aeroportul Bastia – Poretta
Aeroportul Bastia – Poretta (în franceză Aéroport de Bastia-Poretta) (IATA: BIA, ICAO: LFKB) este un aeroport din Lucciana, Haute-Corse, Corsica, Franța metropolitană, Franța ce deservește zona Bastia. Aeroportul a fost tranzitat în 2022 de 1.489.038 de pasageri. A fost numit după zona deservită.
Situat la o altitudine de 8 m, aeroportul dispune de 1 pistă.

## Infrastructură

### Piste
Eroare Lua în Modul:Runway la linia 26: attempt to concatenate local 'surface' (a nil value)